# Креховский монастырь
Креховский монастырь святого Николая отцов Василиан (укр. Крехівський монастир святого Миколая Отців Василіян) — монастырь Ордена ЧСВВ УГКЦ в селе Крехов, Жолковская община Львовской области. Основан в 1612 году. Монастырский ансамбль — памятник архитектуры национального значения XVII-XVIII веков.

## История
Учредителями Креховского монастыря считаются монахи Киево-Печерской Лавры Иоиль и Сильвестр. Они ещё в 1590-х годах поселились в вырубленной в скале пещере в 12 км от г. Жолквы. Со временем монахов стало больше, при поддержке Станислава Жолкевского они построили неподалёку от пещеры церковь св. Петра и Павла, а позже церковь Преображения и Троицкую церковь. Здесь же было возведено колокольню и кельи монахов. С 1660-х годов при поддержке короля Михаила Вишневецкого монастырь был окружен большими крепостными стенами, которые запирали четыре высоких башни. Под его стенами не раз спасалось много людей, особенно во время нападений татар. Во время осады 1672 года монастырь защищал молодой Иван Мазепа. Несколько раз в 1698 г. приезжал в монастырь Пётр I, находившийся в Жолкве и Раве-Русской, заключая соглашение с королём Августом II о совместных действиях против шведов в будущей Северной войне. В 1721 г. Креховский монастырь стал греко-католическим. С этого времени ещё больше усиливается его религиозное значение. С деревянного он перестраивается на каменный. Появляются северная въездные ворота, колокольня, старшая часть монастырского корпуса. Между 1721 и 1751 построена новая каменная церковь Св. Николая. В начале 1990-х годов она была переосвящена на церковь Преображения Господнего. Монастырь славился своими чудотворными иконами, которых в Крехове было четыре: три иконы Богородицы (одна из Верхрата) и икона святого Николая Великого. Была и монастырская библиотека — она насчитывала более 400 книг, с большим архивом. Однако со временем монастырь претерпел много бед. Его грабили и поляки, и австрийцы, и большевики. В 1949 г. он был закрыт, а в его постройках разместили детский дом, впоследствии школу-интернат для умственно отсталых детей. В 1963 г. Креховский монастырский комплекс внесен в список памятников архитектуры Украины, которые находятся под охраной государства.
Василий Григорович-Барский вспоминает о монастыре:

… Оттуда мы пошли в монастырь, называемый Креховский, и подоспели туда на вечернюю. Были в церкви и видели, как все по чину и хорошо правится. После того игумен и братия позвали нас на трапезу и там тоже видели мы благотворительность и были честно приняты смиренными, страшнолюбными, весьма благонравными иконами. Там есть в середине монастыря четыре церкви, а пятая — извне в лесу, ими построено и первую в честь Преображения Господня. Здесь игумен ставится только на один год и равен он с братией по власти, только считается достойные шей по имени и достоинством; словом, во всем достохвальная обитель …
Географический словарь Королевства Польского и других земель славянских так описывает Креховский монастырь:

… Василианский монастырь расположен в хорошей живописной местности. От востока, запада и юга окружающих его холмы, покрытые лиственными лесами, и имеют время пологие, а порой крутые склоны и кое где перерезаны лесными зарослями со скалами и обрывами. К северу от монастыря тянется необозримая равнина, на которой лежат разбросанные села и села, урожайные поля, пересекающихся местами реками. Монастырь был когда-то укреплением и поэтому до сих пор имеет много признаков укрепления. Толстый, четырёхсторонний мур окружает всю территорию монастыря. На углах стен находятся восьмигранные башни, а перед въездными воротами, украшенной каменной скульптурой Св. Николая, над глубоким рвом возвышается каменный мост. Посреди обширного монастырского подворья стоит церковь с тремя куполами, построенная из белого камня в итальянско-византийском стиле, возле неё стоит слева высокая, восьмигранная колокольня, с правой стороны здания монастыря. С внутренней стороны стен находится обширный огород. Несколько лет назад выходил на дворе между старыми липами ручей холодной воды, вытекал из удаленного источника, но со временем трубы засорились, а средств на восстановление не хватает. В монастырской библиотеке находились многочисленные и ценные древнерусские, а также польские и латинские печатные книги и рукописи. Всего в каталоге было 396 книг, старейшая хроника была с 1493 года. На расстоянии четверть мили от монастыря на север, стоял возле броваров на небольшой могиле, высокий каменный столб, увенчанный крестом, и поставлен согласно легенде на том месте, где был убит сын хана татарского пушечным выстрелом из северной башни …
Возрождение святыни наступило 29 августа 1990 года. Тогда в Крехов вернулись монахи-василиане, прибывших из Гошевского монастыря. К середине 1990-х годов в Креховском монастыре проживало более 80 братьев, которые съехались почти со всей Украины. В 2004 году в пределах монастыря появилась деревянная церковь Покровы Пресвятой Богородицы и новая колокольня. Построена в стиле украинского барокко по проекту архитектора С. Цимбалюка.

## Описание
Окруженная стенами территория монастыря в плане имеет форму неправильного пятиугольника. Некогда главным храмом обители служила деревянная Преображенская церковь — трёхзрубная, трехглавая, характерная памятка галицкой школы народной архитектуры. Построили её в 1658 г. львовские мастера Андрей и Адам, расписывал живописец Н. Петрахнович.
Сейчас главным храмом монастыря является каменная Николаевская церковь, построенная в 1721—1737. на месте разобранной деревянной Троицкой церкви. Храм неоднократно реконструировался и ремонтировался. Над его центральной частью возвышается шлемовидный купол на восьмигранном барабане, купол аналогичной формы, но без барабана, венчает апсиду. Главный вход отмечен скромным порталом с рельефным изображением Святого Николая. Над внутренним убранством храма работал целый ряд выдающихся украинских мастеров XVIII века: Иконостас создал Василий Петранович, над царскими воротами работал Иван Щуровский и Игнатий Стобенский, алтарь — творение Матвея Полеёвского, резную кафедру-амвон изготовил Александр Кулявский, расписывали храм львовские живописцы Петр Витаницкий и Остап Белявский. К сожалению, большинство этих выдающихся произведений украинского искусства не сохранилась, они погибли после ликвидации монастыря в 1949 году.
Три корпуса келий, относящихся к разным временам, образуют в плане Т-образный контур. Самый ранний корпус, вытянувшийся вдоль восточного прясла крепостных стен и примыкает к апсиде Николаевской церкви, построенной в 1755. Его продолжением служит построен в 1775—1780 годах второй братский корпус. В 1898—1902 по проекту архитектора И. Вишневского был сооружен третий корпус, расположившийся вдоль юго-западной стены.
Сохранились гравюры Д. Сенкевича с 1699 и 1705 годов с подробным изображением и размещением всех зданий монастыря с четырьмя церквями, кельями, угловыми башнями и мощной башней-колокольней. В XXI веке восстановлена деревянная церковь Петра и Павла с колокольней.

## Галерея
- Навратная башня
- Храм Преображения Господнего
- Пруд у стен монастыря